# Sútor
Sútor (maďarsky Szútor) je obec na Slovensku v okrese Rimavská Sobota. První písemná zmínka pochází z roku 1410. Žije zde 649 obyvatel. Rozloha obce činí 13,26 km². V obci je početná romská komunita.

## Kultura a zajímavosti

### Památky
- Reformovaný kostel, klasicistní jednolodní stavba s věží z roku 1810. V současnosti je tato památka opuštěná a je v dezolátním stavu.